# Ла-Тронш
Ла-Тронш (фр. La Tronche) — коммуна во Франции, находится в регионе Рона — Альпы. Департамент коммуны — Изер. Входит в состав кантона Мелан. Округ коммуны — Гренобль.
Код INSEE коммуны — 38516. Население коммуны на 2012 год составляло 6627 человек. Населённый пункт находится на высоте от 207 до 1045 метров над уровнем моря. Муниципалитет расположен на расстоянии около 480 км юго-восточнее Парижа, 95 км юго-восточнее Лиона, 3 км северо-восточнее Гренобля. Мэр коммуны — Bertrand Spindler, мандат действует на протяжении 2014—2020 годов.

## Население
Динамика населения (INSEE):

## Известные уроженцы и жители Ла-Тронш
- Лемаршаль, Грегори (1983—2007) — французский певец, победитель 4-го сезона музыкального проекта Star Academy во Франции (2004), лауреат одной из самых престижных музыкальных наград — премии «Открытие года» на NRJ Music Awards (2006).
- Изабель Коллен Дюфрен — франко-американская актриса, писательница, артистка, художница, бывшая коллега и суперзвезда Энди Уорхолa. В начале карьеры работала на и училась у сюрреалиста Сальвадора Дали. Живёт и работает в Нью-Йорке, а также имеет студию в Ницце, Франция.
- Филипп Стрейфф — автогонщик, участник чемпионата мира по автогонкам в классе Формула-1.
- Мишель Барнье — французский консервативный политик. Министр иностранных дел Франции в кабинете Раффарена с 31 марта 2004 по 5 июня 2005.
- Луи Марен — французский философ, исследователь знаковых и риторических структур литературы, искусства, политической и общественной жизни.